# SN 2007my
SN 2007my – supernowa typu Ia odkryta 6 października 2007 roku w galaktyce A215532-0022. W momencie odkrycia miała maksymalną jasność 21,80m.